# 282E busz (Budapest)
A budapesti 282E jelzésű autóbusz Kőbánya-Kispest és az Alacskai úti lakótelep között közlekedik, zónázó gyorsjáratként, kizárólag munkanapokon. A járatot az ArrivaBus Kft. és a Budapesti Közlekedési Zrt. üzemelteti. A járműveket a Dél-pesti autóbuszgarázs és a Szállító utcai telephely adja ki. Összehangolt menetrend szerint jár a 182-es busszal.

## Története
2007. szeptember 3-án a 82-est 184-esre, a 182-es 284E-re, a 82A-t 182-esre, a 182A-t 282E-re változtatták és változatlan útvonalon közlekedtek tovább.
2008. december 29-étől a KöKi Terminál bevásárlóközpont építési munkálatai miatt megszűnt a Kőbánya-Kispestnél lévő autóbusz-végállomás, helyette a buszok a korábbi P+R parkoló helyén kialakított ideiglenes végállomásra érkeztek. 2011. június 21. és október 3. között, az M3-as metró Kőbánya-Kispest állomásának átépítése miatt a metróra való közvetlen átszállás érdekében, a Határ útig meghosszabbított útvonalon közlekedett. Az új autóbusz-végállomás elkészültével, október 4-étől ismét csak Kőbánya-Kispestig közlekedik.
2020. április 1-jén a koronavírus-járvány miatt bevezették a szombati menetrendet, ezért a vonalon a forgalom szünetelt. Az intézkedést a zsúfoltság miatt már másnap visszavonták, így április 6-ától újra a tanszüneti menetrend van érvényben, a szünetelő járatok is újraindultak.

## Járművek
A BKV 2008-as paraméterkönyve szerint a vonalon hétköznapokon  Ikarus 260-as magas padlós autóbusz közlekedik.
A 2009-es paraméterkönyv bevezetése óta a vonalon hétköznapokon az Ikarus 260-as magas padlós buszok mellett Ikarus 412-es alacsony padlós buszok is járnak, ezzel elősegítve az idősek és a mozgássérültek közlekedését.
Jelenleg Ikarus 412, MAN Lion's City, Van Hool A330 CNG és Mercedes-Benz Conecto NG  szóló, típusú autóbuszok közlekednek a vonalon.

## Útvonala
| Alacskai úti lakótelep |
| Kőbánya-Kispest M vá. – szervizút – Ferihegyi repülőtérre vezető út – Gyömrői út – Ráday Gedeon utca – Haladás utca – Petőfi utca – Gilice tér – Cziffra György utca – Szabadka utca – Száva utca – Halomi út – Királyhágó út – Bükk utca – Alacskai úti lakótelep vá.                                                                |
| Kőbánya-Kispest felé |
| Alacskai úti lakótelep vá. – Bükk utca – Nemes utca – Királyhágó út – Halomi út – Száva utca – Szabadka utca – Cziffra György utca – Gilice tér – Petőfi utca – Haladás utca – Bessenyei György utca – Ráday Gedeon utca – Gyömrői út – Ferihegyi repülőtérre vezető út – Regina köz – Lehel utca – szervizút – Kőbánya-Kispest M vá. |

## Megállóhelyei
| 0  | Kőbánya-Kispest M végállomás      | 27 | 68, 85, 85E, 93, 93A, 98, 98E, 132E, 136, 148, 151, 182, 182A, 184, 193E, 202E, 268, 284E 575, 576, 577, 578, 580, 581 S21 S36 G43 S50 G50 Z50 IC, sebesvonat, gyorsvonat, expresszvonat P+R (KöKi Terminál) P+R (Kőbánya-Kispest) |
| ∫  | Kőbánya-Kispest P+R               | 25 | 98E, 193E, 200E, 284E 575, 576, 577, 578, 580, 581 P+R (KöKi Terminál) P+R (Kőbánya-Kispest) |
| 4  | Felsőcsatári út                   | 21 | 36, 95, 98, 193E, 200E, 217, 217E, 284E 577 |
| 8  | Lőrinci temető                    | 15 | 93, 93A, 182, 182A, 184, 198, 217, 217E, 284E |
| 9  | Regény utca                       | 14 | 182, 182A, 183, 184, 236, 236A, 284E |
| 10 | Szarvas csárda tér                | 13 | 93, 93A, 182, 182A, 183, 184, 198, 217, 217E, 236, 236A, 284E 50 577 |
| 11 | Wlassics Gyula utca               | 12 | 182, 182A, 183, 184, 198, 284E |
| 11 | Dobozi utca                       | 12 | 182, 182A, 183, 184, 198, 284E |
| 12 | Varjú utca                        | 11 | 182, 182A, 183, 184, 198, 284E |
| 13 | Gilice tér                        | 10 | 182, 183 |
| 14 | Sas utca                          | 9  | 182, 183 |
| 15 | Dalmady Győző utca                | 8  | 182, 183 |
| 16 | Gyékény tér                       | 7  | 182 |
| 17 | Olt utca                          | 6  | 182 |
| 18 | Nagyenyed utca                    | 5  | 182 |
| 19 | Tarkő utca                        | 4  | 182 |
| 20 | Királyhágó út (↓) Halomi út (↑)   | 3  | 166, 182, 266 |
| 21 | Kétújfalu utca                    | 2  | 166, 182, 266 |
| 22 | Tölgy utca (↓) Alacskai út (↑)    | 1  | 166, 182, 254E, 255E, 266 |
| 23 | Alacskai úti lakótelep végállomás | 0  | 166, 182, 254E, 255E, 266 |